# Belleville-sur-Vie
Belleville-sur-Vie és un antic municipi francès, situat al departament de Vendée i a la regió de País del Loira. L'any 2007 tenia 3.595 habitants. L'1 de gener de 2016 va esdevenir municipi delegat de Bellevigny.

## Demografia

### Població
El 2007 la població de fet de Belleville-sur-Vie era de 3.595 persones. Hi havia 1.297 famílies de les quals 263 eren unipersonals (94 homes vivint sols i 169 dones vivint soles), 392 parelles sense fills, 568 parelles amb fills i 74 famílies monoparentals amb fills.
La població ha evolucionat segons el següent gràfic:
Habitants censats

### Habitatges
El 2007 hi havia 1.400 habitatges, 1.348 eren l'habitatge principal de la família, 7 eren segones residències i 46 estaven desocupats. 1.315 eren cases i 83 eren apartaments. Dels 1.348 habitatges principals, 998 estaven ocupats pels seus propietaris, 334 estaven llogats i ocupats pels llogaters i 16 estaven cedits a títol gratuït; 9 tenien una cambra, 42 en tenien dues, 126 en tenien tres, 378 en tenien quatre i 792 en tenien cinc o més. 1.100 habitatges disposaven pel capbaix d'una plaça de pàrquing. A 485 habitatges hi havia un automòbil i a 789 n'hi havia dos o més.

### Piràmide de població
La piràmide de població per edats i sexe el 2009 era:
| Homes | Edats   | Dones |
| ----- | ------- | ----- |
| 0     | 95 o +  | 0     |
| 0     | 90 a 94 | 12    |
| 4     | 85 a 89 | 20    |
| 12    | 80 a 84 | 20    |
| 36    | 75 a 79 | 36    |
| 44    | 70 a 74 | 48    |
| 36    | 65 a 69 | 56    |
| 24    | 60 a 64 | 44    |
| 64    | 55 a 59 | 36    |
| 96    | 50 a 54 | 100   |
| 148   | 45 a 49 | 112   |
| 136   | 40 a 44 | 152   |
| 140   | 35 a 39 | 128   |
| 84    | 30 a 34 | 128   |
| 80    | 25 a 29 | 124   |
| 72    | 20 a 24 | 68    |
| 108   | 15 a 19 | 164   |
| 100   | 10 a 14 | 104   |
| 116   | 5 a 9   | 116   |
| 100   | 0 a 4   | 104   |

## Economia
El 2007 la població en edat de treballar era de 2.374 persones, 1.892 eren actives i 482 eren inactives. De les 1.892 persones actives 1.802 estaven ocupades (947 homes i 855 dones) i 90 estaven aturades (35 homes i 55 dones). De les 482 persones inactives 199 estaven jubilades, 172 estaven estudiant i 111 estaven classificades com a «altres inactius».

### Ingressos
El 2009 a Belleville-sur-Vie hi havia 1.409 unitats fiscals que integraven 3.756 persones, la mediana anual d'ingressos fiscals per persona era de 18.888 €.

### Activitats econòmiques
Dels 209 establiments que hi havia el 2007, 2 eren d'empreses extractives, 4 d'empreses alimentàries, 1 d'una empresa de fabricació de material elèctric, 2 d'empreses de fabricació d'elements pel transport, 15 d'empreses de fabricació d'altres productes industrials, 33 d'empreses de construcció, 41 d'empreses de comerç i reparació d'automòbils, 9 d'empreses de transport, 7 d'empreses d'hostatgeria i restauració, 1 d'una empresa d'informació i comunicació, 22 d'empreses financeres, 5 d'empreses immobiliàries, 36 d'empreses de serveis, 18 d'entitats de l'administració pública i 13 d'empreses classificades com a «altres activitats de serveis».
Dels 42 establiments de servei als particulars que hi havia el 2009, 1 era una oficina de correu, 2 oficines bancàries, 1 funerària, 5 tallers de reparació d'automòbils i de material agrícola, 1 taller d'inspecció tècnica de vehicles, 2 establiments de lloguer de cotxes, 3 autoescoles, 3 guixaires pintors, 6 fusteries, 2 lampisteries, 2 electricistes, 2 empreses de construcció, 4 perruqueries, 4 restaurants, 1 agència immobiliària, 1 tintoreria i 2 salons de bellesa.
Dels 9 establiments comercials que hi havia el 2009, 1 era un supermercat, 1 una gran superfície de material de bricolatge, 2 fleques, 1 una carnisseria, 1 una botiga de mobles, 1 un drogueria i 2 floristeries.
L'any 2000 a Belleville-sur-Vie hi havia 25 explotacions agrícoles que ocupaven un total de 966 hectàrees.

## Equipaments sanitaris i escolars
El 2009 hi havia 1 farmàcia i 1 ambulància.
El 2009 hi havia 1 escola maternal i 2 escoles elementals. Belleville-sur-Vie disposava d'un col·legi d'educació secundària amb 509 alumnes.

## Poblacions més properes
El següent diagrama mostra les poblacions més properes.